# V526 Возничего
V526 Возничего (лат. V526 Aurigae), HD 280340 — одиночная переменная звезда в созвездии Возничего на расстоянии приблизительно 1118 световых лет (около 343 парсеков) от Солнца. Видимая звёздная величина звезды — от +10,77m до +10,62m.

## Характеристики
V526 Возничего — жёлтая вращающаяся переменная звезда типа BY Дракона (BY) спектрального класса G0 или G0V. Радиус — около 3,72 солнечных, светимость — около 7,959 солнечных. Эффективная температура — около 5029 K.